# الحرس الرئاسي الفلسطيني
الحرس الرئاسي الفلسطيني هو أحد الأجهزة العسكرية العاملة في قطاع الأمن الفلسطيني، تأسس عام 1994 مع تأسيس السلطة الوطنية الفلسطينية، أخذت بعدها قدرات ومهام هذا الجهاز بالتطور حتى أصبح قوة النخبة في قوات الأمن الفلسطينية، وبالرغم من أن الحرس الرئاسي يعمل في إطار ما يعرف بقوى الأمن الفلسطيني، إلا أنه يتلقى تعليماته من رئيس الدولة مباشرة.

## النشأة والتطور

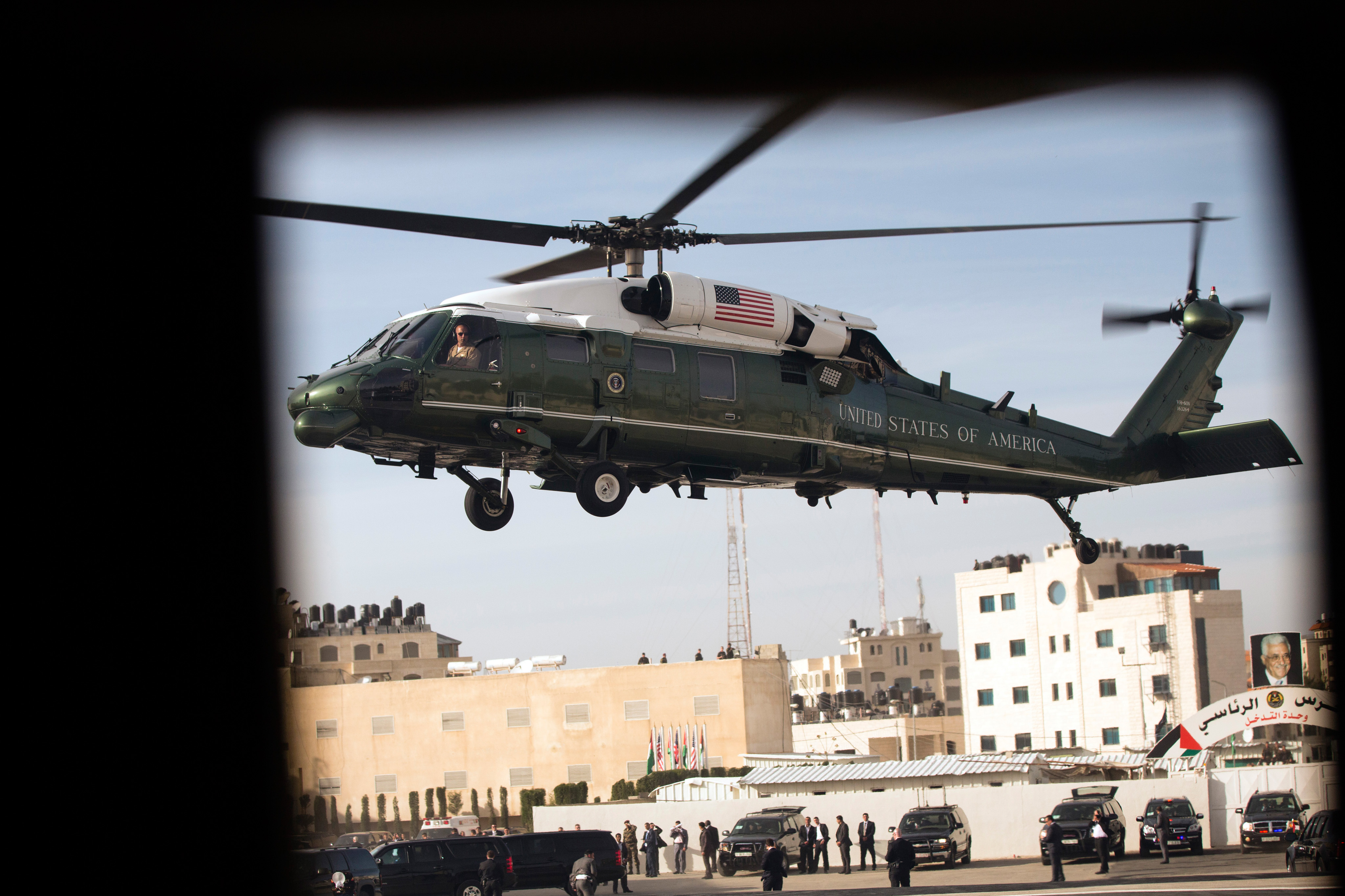
طائرة الرئيس الأمريكية باراك أوباما في المقاطعة في مارس 2013

منذ إعلان قيام السلطة الوطنية الفلسطينية فوق الأراضي الفلسطينية التي انسحبت منها إسرائيل عام 1994 بناءً على إعلان المبادئ المشتركة أو ما عرف باتفاق أوسلو وملحقاته، شرعت القيادة الفلسطينية بتشكيل قوى الأمن الفلسطيني فكان ذلك بداية نشأة جهاز حرس الرئيس الخاص الذي أسندت إليه مهمة الحماية الشخصية للرئيس الشهيد ياسر عرفات ومرافقته في الداخل والخارج وتأمين الحماية للوفود الرسمية التي تقوم بزيارة الأراضي الفلسطينية .
مع تأسيس السلطة تشكل جهاز حرس الرئيس الخاص في بداية الأمر من مجموعة الضباط وضباط الصف المندرجين إداريا تحت مسمى مرافق القائد العام مما كانوا يقومون بمهمة حماية الرئيس ياسر عرفات منذ كان في بيروت ثم في تونس وانتقلوا معه إلى الأراضي الفلسطينية بعد عودته إليها في شهر 7/1994.
مع توسع مهمات العمل لحرس الرئيس الخاص داخل أراضي السلطة تم تجنيد عدد من الدورات الخاصة بالحرس الرئاسي في قطاع غزة، فشكل ذلك ازدياداً في عدد الحرس الرئاسي الخاص ليكون قادراً على تغطية المهمات الرئيسية المتمثلة في حماية الرئيس في جولاته داخل الأراضي الفلسطينية التي قامت إسرائيل بالانسحاب منها
بعد بداية انتفاضة الأقصى وما تبعها من فلتان أمني وحصار للرئيس الراحل ياسر عرفات اقتصرت مهمة حرس الرئيس الخاص بالضفة على حماية الرئيس ياسر عرفات والدفاع عن مقر إقامته في مدينة رام الله المعروفة بالمقاطعة.
في المرحلة التي تلت استشهاد الرئيس ياسر عرفات وتسلم الرئيس محمود عباس(أبو مازن) للرئاسة الفلسطينية تابع الحرس الرئاسي واجباته الرئيسية في حماية الرئيس ومقرات إقامته ومكتبه بالإضافة إلى تأمين الحماية للوفود الرسمية التي تزور الأراضي الفلسطينية . لكن الوضع الأمني داخل الأراضي الفلسطينية الذي كانت تسوده حالة من الفوضى والفلتان تطلب أن يكون هناك جهازاً قادراً على إنهاء الفلتان وفوضى السلاح وفرض القانون على الجميع وهو ما دعا الرئيس أبو مازن القائد الأعلى لقوى الأمن الفلسطيني إلى تكليف الحرس الرئاسي بتشكيل قوة خاصة تسند إليها مهمة مشاركة الأجهزة الأمنية الأخرى في السيطرة على الوضع الأمني وإنفاذ القانون.
بهذا اتسعت مهام الحرس الرئاسي وزادت تشكيلاته العسكرية ليصبح قادراً على تنفيذ التعليمات بالمشاركة في ضبط الوضع الأمني داخل الأراضي الفلسطينية وهو ما تم تكريسه فعلاً على ارض الواقع خلال السنوات الست الأخيرة التي شهدت فيها كافة المدن الفلسطينية الأمن والأمان بفضل العمل المشترك بين الحرس الرئاسي وكافة الأجهزة الأمنية .

## الدور الوطني
تتمثل المهمة الأساسية للحرس الرئاسي في حماية رئيس دولة فلسطين بتأمين الحماية الشخصية للرئيس، ومقراته في الأراضي الفلسطينية. (مقر إقامته ومكتبه في مقر المقاطعة)، إضافة لتأمين الحماية لرئيس وزراء الحكومة الفلسطينية، وبعض الوزراء المهمين وبعض المسؤولين الكبار في السلطة الوطنية الفلسطينية كما يقوم الحرس الرئاسي بتأمين الحماية لكبار زوار الأراضي الفلسطينية ومرافقتهم خلال زيارتهم لفلسطين، ويتميز هذا الجهاز بكونه على صلة مباشرة بالرئيس الفلسطيني سواء في العمل أو في تلقي التعليمات للتدخل في الأحداث الجارية داخل الأراضي الفلسطينية.
مع تطور الأحداث وانتشار ظاهرة الفلتان الأمني والسلاح غير الشرعي والعمليات الخارجة عن القانون، ونظرا للثقة الكبيرة التي يوليها السيد الرئيس في الحرس الرئاسي فقد تم توسيع المهمات الموكلة للجهاز لتوكل إليه تشكيل وحدات عسكرية جديدة، تكون مهمتها الرئيسية مكافحة الشغب، وضبط الوضع الأمني في الأراضي التابعة أمنياً للسلطة الوطنية، ومصادرة السلاح غير القانوني، بهدف فرض النظام وسيادة القانون في إطار التعاون مع مختلف الأجهزة الأمنية الفلسطينية كل حسب اختصاصه وصلاحياته القانونية التي نص عليها القانون الأساسي للسلطة الوطنية الفلسطينية.
في عام 2024، تم تعديل قانون الخدمة في قوى الأمن الفلسطينية ليشمل الحرس الرئاسي كهيئة عسكرية وأمنية ذات طبيعة خاصة تتبع مباشرة للرئيس الفلسطيني وتأتمر بأوامره. يتولى الحرس الرئاسي مهام تأمين الحماية الكاملة للرئيس وعائلته ومقرات إقامته داخل الدولة أو خارجها، بالإضافة إلى حماية المقرات الرئاسية والمكاتب والمنشآت التابعة لها. كما يضطلع بمسؤولية تأمين كبار الزوار والشخصيات الهامة التي تستضيفها الدولة، ويشارك في تأمين الاحتفالات والمناسبات الرسمية. علاوة على ذلك، يساهم الحرس الرئاسي في حماية الأمن القومي وفقًا للتشريعات ذات العلاقة.
من هنا فقد أصبحت رسالة الحرس الرئاسي تتمثل في حماية الرئيس القائد الأعلى لقوى الأمن الفلسطينية وتوفير الأمن والأمان للمواطن بأعلى درجة من الكفاءة والانضباط العسكريين في إطار الشراكة الفاعلة مع مختلف الأجهزة الأمنية الفلسطينية تحت مظلة القانون الأساسي الفلسطيني وقانون الخدمة في قوى الأمن.

## قادة الجهاز
| الترتيب | الاسم                  | تاريخ البدء    | تاريخ الانتهاء |
| ------- | ---------------------- | -------------- | -------------- |
|         | غ/م                    |                |                |
|         | منير عايد سالم الزعبي  | 23 مارس 2006   | 24 نوفمبر 2024 |
|         | محمد محمود أحمد دعاجنة | 24 نوفمبر 2024 | لا يزال        |